# Soiuz T-7
Soiuz T-7 (amb nom clau Dnieper) va ser un vol espacial tripulat de la Unió Soviètica en 1982 a l'estació espacial Saliut 7 en òrbita terrestre. Va ser la tercera missió a l'estació. La tripulant Svetlana Savítskaia va ser la primera dona a l'espai en gairebé vint anys, des de Valentina Tereixkova que va volar en 1963 en el Vostok 6.
Savítskaia se li va donar el mòdul orbital Soiuz T-7 per la privacitat. La tripulació de la Soiuz T-7 va lliurar els experiments i correu per enviar-los de casa a la tripulació Elbrus. El 21 d'agost, els cinc cosmonautes van intercanviar els seients dels Soiuz Ts. Els Dniepers es van desacoblar en el Soiuz T-5, deixant la nova nau Soiuz T-7 per a la tripulació de llarga duració.

## Tripulació
|  |  |

| Posició                   | Tripulació de llançament                | Tripulació d'aterratge                |
| ------------------------- | --------------------------------------- | ------------------------------------- |
| Comandant                 | Leonid Popov Tercer vol espacial        | Anatoli Berezovoi Primer vol espacial |
| Enginyer de vol           | Aleksandr Serebrov Primer vol espacial  | Valentín Lébedev Segon vol espacial   |
| Cosmonauta d'investigació | Svetlana Savítskaia Primer vol espacial | Cap                                   |

### Tripulació de reserva
| Posició                   | Tripulació        | Tripulació        |
| ------------------------- | ----------------- | ----------------- |
| Comandant                 | Vladímir Vasiutin | Vladímir Vasiutin |
| Enginyer de vol           | Víktor Savinikh   | Víktor Savinikh   |
| Cosmonauta d'investigació | Irina Prónina     | Irina Prónina     |

## Paràmetres de la missió
- Massa: 6.850 kg
- Perigeu: 289 km
- Apogeu: 299 km
- Inclinació: 51,6°
- Període: 90,3 minuts